# بريت ويستون
بريت ويستون (بالإنجليزية: Brett Weston)‏ هو رسام ومصور أمريكي، ولد في 16 ديسمبر 1911 في لوس أنجلوس في الولايات المتحدة، وتوفي في 22 يناير 1993 في هاواي في الولايات المتحدة بسبب سكتة.

## وصلات خارجية
- بريت ويستون على موقع IMDb (الإنجليزية)